# Циклы Миланковича

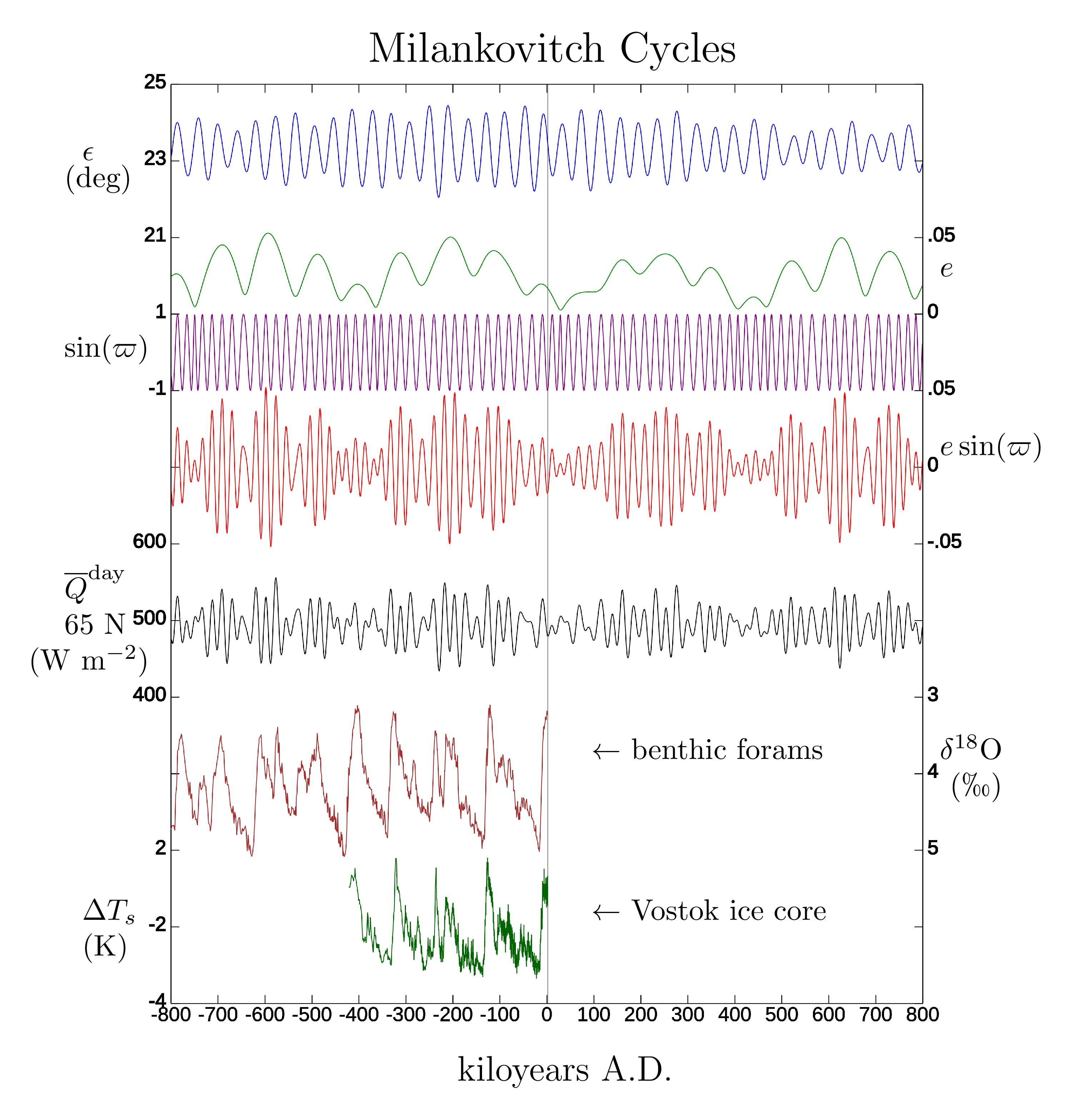
Циклы Миланковича в соответствии с моделью VSOP.
На графике показаны изменения пяти величин:
Наклон оси вращения (ε)
Эксцентриситет орбиты (e)
Долгота перигелия (sin(ϖ))
Коэффициент прецессии (e sin(ϖ))
Среднесуточная инсоляции в верхней части атмосферы в день летнего солнцестояния на 65° с.ш.
Коэффициент прецессии и наклон оси определяют инсоляцию на каждой широте.
Океанские отложения и толщи антарктического льда фиксируют уровень и температуру древнего моря:
Изменение δ18O в фораминиферах (См. также Оценка палеоклиматических условий)
Изменение температуры по данным анализа керна льда со станции Восток в Антарктиде.
Вертикальная серая линия показывает настоящее

Ци́клы Мила́нковича описывают влияние изменений в движении Земли на её климат. Названы так в честь сербского астрофизика Милутина Миланковича, который в 1941 году сформулировал предположение, что регулярные и закономерные изменения формы орбиты Земли и ориентации её оси вращения приводят к циклическим изменениям количества солнечной радиации, попадающей на Землю, и эти изменения определяют наступление ледниковых эпох.

## Движение Земли
В своём суточном вращении вокруг своей оси и годичном обращении вокруг Солнца, Земля испытывает небольшие возмущения, вызванные гравитационным взаимодействием с другими телами Солнечной системы. Отклонения, вызванные этими возмущениями, сложны; среди них доминируют несколько циклов. Поскольку периоды этих циклов не кратны друг другу, регулярно возникают достаточно продолжительные эпохи, в которых они оказывают кумулятивное влияние, усиливая друг друга.
Орбита Земли, её эксцентристет, изменяется от почти круговой до слегка эллиптической. При более вытянутой орбите, мы имеем бо́льший разброс в расстоянии между Землёй и Солнцем, как и в количестве солнечной радиации, в разные времена года. Кроме того, наклон оси вращения Земли тоже слегка изменяется. Бо́льший наклон оси делает времена года более выраженными. Наконец, направление, в котором указывает ось Земли, изменяется относительно неподвижных звёзд (прецессия земной оси), а эллиптическая орбита Земли вокруг Солнца тоже поворачивается (Прецессия линии апсид). Совместный эффект этих движений заключается в том, что Земля приближается к Солнцу на наменьшее расстояние (перигелий) в разные астрономические сезоны.
Миланкович изучал изменения в тех движениях Земли, которые изменяют количество (и распределение) солнечной радиации, достигающей Земли. Он особенно выделял изменения на широте 65°N, на которой в настоящее время нижняя граница ледников опускается до уровня моря, из-за большого количества суши на этой широте. Суша нагревается и остывает быстрее чем океан благодаря тому, что грунт имеет меньшую объёмную теплоёмкость чем вода, а в океане происходит перемешивание поверхностной и глубинной воды.

### Эксцентричность орбиты Земли
Орбита Земли аппроксимируется эллипсом; мера отличия эллипса от окружности — это эксцентриситет. Форма земной орбиты изменяется от почти круговой (теоретически эксцентриситет может стать и нулём) до слегка эллиптической (за последние 250 миллионов лет наибольшим значением эксцентриситета было 0.0679). Самый большой компонент этих изменений вносит свой вклад с периодом 405 тысяч лет (изменение эксцентриситета ±0.012). Другие компоненты цикличны с периодом 95 тысяч и 124 тысячи лет (с периодом биения 400 000 лет). Они свободно объединяются в цикл с периодом 100 тысяч лет (изменение эксцентриситета от −0.03 до +0.02). В настоящее время эксцентриситет равен 0.017 (0.0167) и уменьшается.
Эксцентриситет изменяется в первую очередь из-за гравитационного притяжения Юпитера и Сатурна. Большая полуось орбитального эллипса, однако, остаётся неизменной: в соответствии с теорией возмущений, вычисляющей эволюцию орбиты, большая полуось — инвариант. Орбитальный период (продолжительность сидерического года) тоже инвариант, так как определяется большой полуосью орбиты (третий закон Кеплера). Более долгосрочные вариации вызваны взаимодействиями, включающими перигелии и узлы Меркурия, Венеры, Земли, Марса и Юпитера.

#### Влияние на температуру
Если большая полуось — константа, то, когда земная орбита становится более эксцентричной, малая полуось сокращается. Это увеличивает размах сезонных изменений.

#### Влияние на продолжительность сезонов
| Год  | Северное полушарие  | Южное полушарие     | Дата (UTC)            | Продолжительность сезона |
| ---- | ------------------- | ------------------- | --------------------- | ------------------------ |
| 2005 | Зима солнцестояние  | Лето солнцестояние  | 21 Декабря 2005 18:35 | 88.99 дней               |
| 2006 | Весна равноденствие | Осень равноденствие | 20 Марта 2006 18:26   | 92.75 дней               |
| 2006 | Лето солнцестояние  | Зима солнцестояние  | 21 Июня 2006 12:26    | 93.65 дней               |
| 2006 | Осень равноденствие | Весна равноденствие | 23 Сентября 2006 4:03 | 89.85 дней               |
| 2006 | Зима солнцестояние  | Лето солнцестояние  | 22 Декабря 2006 0:22  | 88.99 дней               |
| 2007 | Весна равноденствие | Осень равноденствие | 21 Марта 2007 0:07    | 92.75 дней               |
| 2007 | Лето солнцестояние  | Зима солнцестояние  | 21 Июня 2007 18:06    | 93.66 дней               |
| 2007 | Осень равноденствие | Весна равноденствие | 23 Сентября 2007 9:51 | 89.85 days               |
| 2007 | Зима солнцестояние  | Лето солнцестояние  | 22 Декабря 2007 06:08 |                          |

Времена года это квадранты земной орбиты определяемые двумя солнцестояниями и двумя равноденствиями. Второй закон Кеплера гласит: за равные промежутки времени радиус-вектор, соединяющий Солнце и планету, описывает собой равные площади. Это означает, что орбитальная скорость планеты наибольшая при прохождении перигелия и наименьшая в афелии, и что Земля проводит меньше времени возле перигелия и больше времени возле афелия, а следовательно — продолжительность сезонов разная. В настоящее время перигелий происходит возле 3 Января, поэтому бо́льшая скорость Земли сокращает зиму и осень в северном полушарии. Лето в северном полушарии на 4,66 дня длиннее зимы, а весна на 2,9 дня длиннее осени. Бо́льший эксцентриситет увеличивает размах изменений орбитальной скорости Земли. Однако в настоящее время орбита Земли становится менее эксцентричной (более близкой к круговой). Это сделает времена года в ближайшем будущем более схожими по продолжительности.

### Наклон оси вращения Земли

Изменение угла наклона оси Земли 22,1—24,5°

Угол наклона оси Земли к плоскости орбиты (наклон эклиптики) варьируется от 22,1° до 24,5° в ходе долгопериодических (так называемых вековых) колебаний с протяжённостью цикла около 41 000 лет. Текущий наклон оси Земли составляет 23,44°, что примерно на полпути между крайними значениями. Последний раз наклон достигал своего максимума в 8700 году до нашей эры. Сейчас он находится в фазе убывания своего цикла и достигнет своего минимума примерно в 11 800 году нашей эры. Увеличение наклона оси увеличивает амплитуду сезонного цикла инсоляции, обеспечивая больше солнечной радиации летом в каждом полушарии и меньше зимой. Однако эти эффекты не одинаковы повсюду на поверхности Земли: увеличение наклона увеличивает общую годовую солнечную радиацию в более высоких широтах и уменьшает её ближе к экватору 
Текущая тенденция уменьшения наклона сама по себе будет способствовать более мягким сезонам (более тёплая зима и более холодное лето), а также общей тенденции к похолоданию. Поскольку бо́льшая часть снега и льда на планете лежит в высоких широтах, «уменьшающийся» наклон может способствовать окончанию межледниковья и наступлению ледникового периода по двум причинам: 1) общая летняя инсоляция меньше, и 2) меньше инсоляции в более высокие широты (где тает меньше снега и льда предыдущей зимы).

### Прецессия земной оси

Анимация прецессии земной оси (вид с северного полюса эклиптики)

Прецессия земной оси — это изменение направления оси вращения Земли относительно неподвижных звёзд с периодом около 25 700 лет. Это движение, также известное как предварение равноденствий, означает, что в конечном итоге Полярная звезда больше не будет северной полярной звездой. Прецессия вызвана приливными силами, оказываемая на вращающуюся Землю телами Солнечной системы, в первую очередь Солнцем и Луной, которые вносят примерно одинаковый вклад в этот эффект.
Осевая прецессия делает сезонные контрасты более резкими в одном полушарии и менее резкими в другом. В настоящее время перигелий возникает зимой в Северном полушарии и летом в Южном полушарии. Это делает лето в Южном полушарии более жарким и смягчает сезонные колебания в Северном полушарии. Но примерно через 13 000 лет осевая прецессия заставит эти условия измениться: в Северном полушарии будут наблюдаться более экстремальные значения солнечной радиации, а в Южном полушарии будут наблюдаться более умеренные сезонные колебания.
См. также пример цикличности в осадочных породах, вызванной колебаниями солнечной инсоляции в результате прецессии земной оси.

### Прецессия земной орбиты

Планеты, вращающиеся вокруг Солнца, следуют эллиптическим (овальным) орбитам, которые постепенно вращаются с течением времени (апсидальная прецессия). Эксцентриситет этого эллипса, как и скорость прецессии, преувеличены для наглядности.

Сам орбитальный эллипс прецессирует в пространстве нерегулярным образом, совершая полный цикл относительно неподвижных звёзд примерно за 112 000 лет. . Апсидальная прецессия происходит в плоскости эклиптики и изменяет ориентацию орбиты Земли относительно эклиптики. Происходит это прежде всего в результате взаимодействия с Юпитером и Сатурном. Меньший вклад также вносят сжатие Солнца и эффекты общей теории относительности, которые хорошо известны для Меркурия.
Прецессия земной орбиты в сочетании с 25700-летним циклом осевой прецессии смещает момент прохождения перигелия. Апсидальная прецессия сокращает этот период примерно до 21 000 лет в настоящее время. Согласно относительно старому источнику (1965 г.), среднее значение за последние 300 000 лет составило 23 000 лет, варьируясь от 20 800 до 29 000 лет.

Влияние орбитальной прецессии на времена года (в Северном полушарии)

На изображении «Влияние орбитальной прецессии на времена года» показано, как прецессия орбиты Земли приводит к тому, что времена года постепенно смещаются по орбите. Когда апсиды Земли (крайние расстояния от Солнца) совпадают с точками равноденствия, продолжительность весны и лета вместе взятых будет равна продолжительности осени и зимы. Когда они совпадают с солнцестояниями, разница в продолжительности этих сезонов будет наибольшей.

### Наклонение орбиты

Наклонение (жёлто-зелёный) и остальные элементы орбиты

Наклон орбиты Земли периодически изменяется относительно её нынешней орбиты. Это трёхмерное движение известно как «прецессия эклиптики» или «планетарная прецессия»; Миланкович не изучал его. Оно было обнаружено совсем недавно, период колебаний относительно земной орбиты составляет около 70 000 лет. Однако относительно неизменной плоскости, прецессия эклиптики имеет период около 100 000 лет. Этот период очень похож на 100 000-летний период эксцентриситета. Оба периода близко соответствуют 100 000-летней схеме ледниковых событий.

## Подтверждения и проблемы теории
Керны антарктического льда содержат захваченные пузырьки воздуха, соотношение изотопов кислорода 16
O и 18
O в которых является надёжным индикатором (прокси) глобальных температур в период формирования льда. Изучение этих данных привело к выводу, что климатические изменения, зафиксированные в ледяных кернах, были обусловлены инсоляцией Северного полушария, как и предполагает гипотеза Миланковича.

### Проблема 100 тысяч лет
Миланкович считал, что из всех орбитальных циклов наибольшее влияние на климат оказывает наклонение земной оси, и что это происходит за счёт изменения летней инсоляции в высоких широтах Северного полушария. Отсюда он вывел ледниковые периоды продолжительностью 41 тысяча лет. Однако последующие исследования показали, что циклы ледникового периода четвертичного оледенения за последний миллион лет имели период 100 тысяч лет, что соответствует основному циклу эксцентриситета. Были предложены различные объяснения этого несоответствия, включая частотную модуляцию или различные влияния (от углекислого газа или динамики ледникового покрова). Некоторые модели могут воспроизводить 100 000-летние циклы в результате нелинейного взаимодействия между небольшими изменениями орбиты Земли и внутренними колебаниями климатической системы. В частности, для описания этого взаимодействия изначально был предложен механизм стохастического резонанса.
Некоторые утверждают, что прецессия имеет значение только тогда, когда эксцентриситет велик. Вот почему мы видим более сильный темп за 100 тысяч лет, чем за 21 тысячу лет. Другие считают, что история известных климатических данных недостаточно длинна, чтобы установить статистически значимую связь между климатом и изменениями эксцентриситета.

### Проблема перехода от 41 000-летнего к 100 000-летнему циклу

Переход с циклов оледенений в 41 тысяч лет на циклы длиной 100 тысяч лет

1-3 миллиона лет назад климатические циклы соответствовали 41 000-летнему циклу вариаций наклона оси вращения Земли. Спустя миллион лет назад произошёл среднеплейстоценовый переход на 100 000-летний цикл, соответствующий основному циклу изменения эксцентриситета . «Проблема перехода» означает необходимость объяснить, что изменилось миллион лет назад.
Среднеплейстоценовый переход теперь можно воспроизвести с помощью численного моделирования, которое учитывает удаление реголита ледниками и плейстоценовый тренд на уменьшение содержания углекислого газа.

### Проблема неразделённых циклов эксцентриситета
Даже хорошо датированные климатические данные за последний миллион лет не совсем соответствуют форме кривой эксцентриситета. Эксцентриситет имеет циклы продолжительностью 95 тысяч и 125 тысяч лет. Некоторые исследователи, однако, сообщают, что данные не показывают этих пиков, а указывают только на один цикл продолжительностью 100 000 лет. Однако такое разделение на два компонента эксцентриситета наблюдалось по меньшей мере один раз в керне, взятом в скандинавской формации Alum Shale (глинозёмный сланец) возрастом 500 миллионов лет.

### Проблема причинности
Это образное название описывает проблему с началом морской изотопной стадии под номером 5 (МИС 5 или MIS 5). Глубоководные керны показывают, что этот межледниковый интервал начался 130 тысяч лет назад. Однако это на 10 тысяч лет раньше, чем подъём уровня инсоляции, предсказываемый гипотезой Миланковича (проблемой причинности это названо из-за того, что отклик опережает причину).

## Следствия теории Миланковича

### Эпохи, способствующие возникновению оледенения
Это эпохи, когда происходит сочетание следующих факторов:
- Эксцентриситет орбиты Земли достигает умеренных и высоких значений;
- Дата прохождения Землёй перигелия близка к дате зимнего солнцестояния в северном полушарии.

При таком сочетании Земля движется по удалённой части своей орбиты тогда, когда в северном полушарии лето. В результате лето северного полушария становится более длительным (интервал между датами весеннего и осеннего равноденствия становится больше полугода, так как орбитальная скорость Земли при движении по удалённой части эллиптической орбиты становится меньше средней) и прохладным (расстояние от Земли до Солнца больше среднего), что является фактором, способствующим росту оледенения. Миланкович писал: «Не суровая зима, но прохладное лето способствует надвиганию ледников».

### Эпохи, способствующие потеплению
Спустя примерно 11 тысяч лет с перигелием совпадает момент летнего солнцестояния, а эксцентриситет не успевает существенно измениться. Теперь лето в северном полушарии становится коротким и жарким, что ведёт к уменьшению ледникового покрова.
При этом в южном полушарии устанавливаются условия, способствующие оледенению. Но там почти нет суши в умеренных и субантарктических широтах, где могли бы увеличиваться ледники. В целом по Земле площадь ледников сокращается, альбедо планеты сокращается, среднегодовая температура растёт.

### Ситуация в настоящее время

Изменения температуры в голоцене по различным реконструкциям (цветные линии) и их среднее значение (чёрная линия). На вставке показаны последние 2000 лет

В нынешнюю эпоху разница между зимним солнцестоянием (21 декабря) и прохождением перигелия (3 января) составляет всего 13 дней, но эксцентриситет сейчас равен 0,0167, что существенно меньше среднего (максимальное значение 0,0658), и продолжает уменьшаться. В связи с этим сезонные колебания орбитальной скорости Земли и расстояния до Солнца невелики, и вносимые ими сезонные изменения приходящей к Земле солнечной энергии незначительны.

### Прогноз
В настоящее время Земля переживает пик температуры — межледниковье — один из самых тёплых за последний миллион лет. Подобный пик с аналогичными значениями можно видеть 400 тыс. лет назад.
Хотя периоды межледниковья продолжаются от 10 до 30 тыс. лет, климатический оптимум держится всего несколько столетий. Вполне возможно, он уже закончился вместе со Средневековым климатическим оптимумом.

## Приложения

### Астрохронология
Климатические изменения в существенной мере определяются циклами Миланковича. Взаимно складываясь и вычитаясь, они регулярно и на продолжительное время влияют на изменения количества солнечной радиации, попадающей на Землю. При изменениях температуры изменяется содержание стабильных изотопов кислорода 16
O/18
O в морской воде. Поэтому изменение величины δ18
O (см. δ18O, Оценка палеоклиматических условий), извлекаемое, к примеру, из ракушек бентосных фораминифер, захороненных в последовательных слоях эвапоритов и нормальных морских отложений, отражает циклы Миланковича, а они могут быть рассчитаны из моделей движения Земли, что позволяет получать абсолютный возраст осадочных слоёв. Астрономическая шкала, к которой привязэываются измерения δ18
O, получается корреляцией характеристических паттернов седиментарных циклов в нормальных морских отложениях с вариациями инсоляции на разных широтах (часто вслед за Миланковичем выбирается широта 65°N, на которой в настоящее время нижняя граница ледников опускается до уровня моря), рассчитанным по колебаниям параметров земной орбиты в используемой модели движения Земли. Для независимого подтверждения такой шкалы используются методы радиоизотопного датирования. См. также Морская изотопная стадия и Циклостратиграфия.

## Комментарии
1. ↑  Интуитивно понятно, что если равноденствия и солнцестояния происходят в изменяющихся положениях на эксцентрической орбите, то эти астрономические сезоны должны проходить при изменяющихся близостях к Солнцу; и поскольку при этом эксцентриситет орбиты и наклон оси Земли варьируются, интенсивность эффектов этих изменений также варьируется.
2. ↑  Для воды это 4.2 МДж/м3/°C; см. объёмная теплоёмкость.
3. ↑   См. Наклон оси вращения. Нулевой наклон оси вращения приводит к минимальной (нулевой) непрерывной инсоляции на полюсах и максимальной непрерывной инсоляции на экваторе. Любое увеличение наклона оси (до 90 градусов) вызывает сезонное увеличение инсоляции на полюсах и вызывает уменьшение инсоляции на экваторе в любой день года, кроме равноденствия.
4. ↑  Читатель может усомниться в количестве и точности периодов, о которых автор сообщает в этой ранней статье.